# Tulbaghia violacea
Tulbaghia violacea és una espècie de planta dins la família Amaryllidaceae. És planta nativa del sud d'Àfrica i es fa servir com planta medicinal a la medicina tradicional africana.

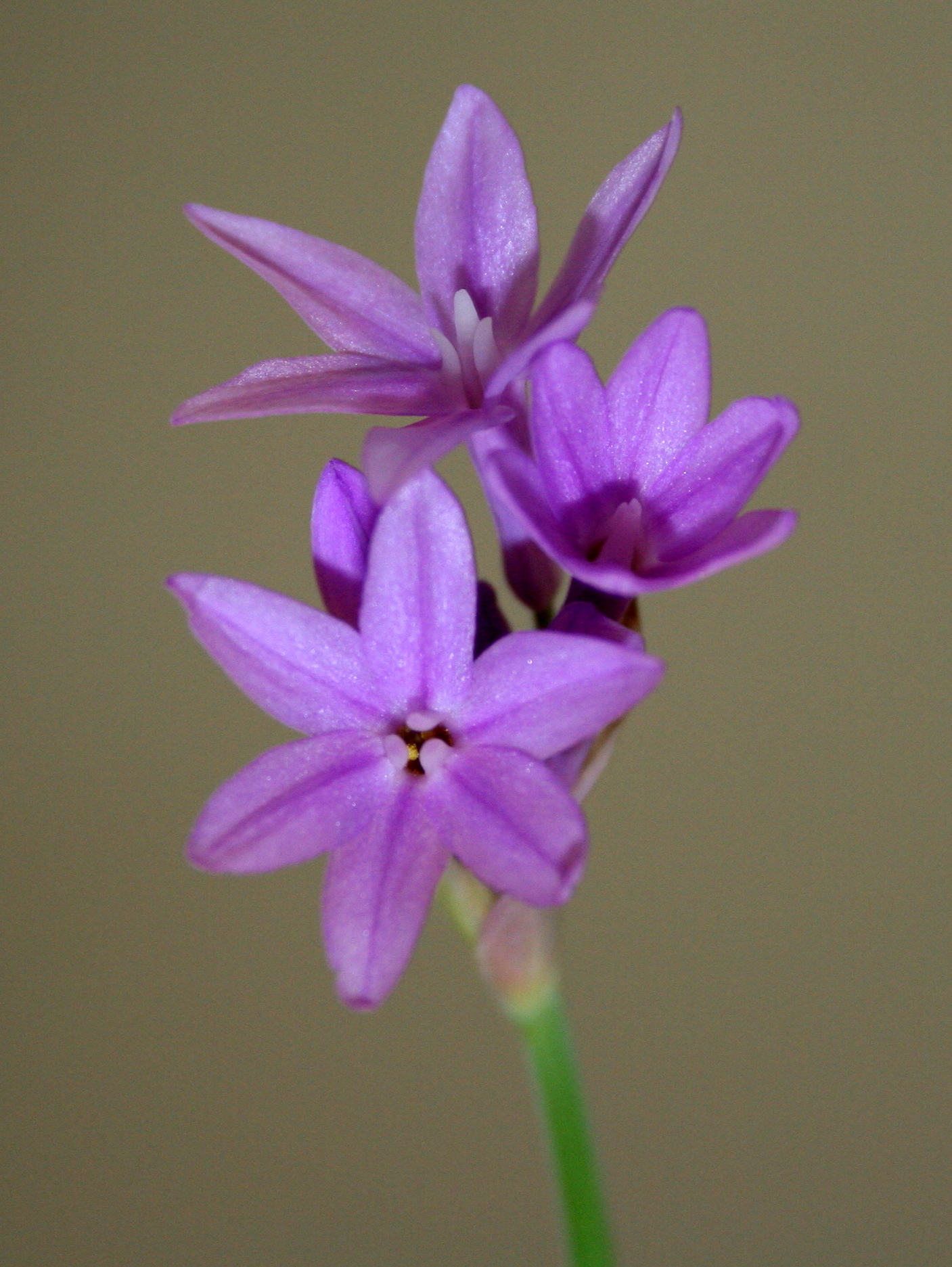
Vista de les flors

## Descripció
Planta herbàcia que fa fins a 70 cm d'alt. Té la base rizoma. Les fulles fan de 17-50 cm de llargada i de 0,35 fins a 0,7 cm d'amplada. La inflorescència té forma d'umbel·la erecta amb flors que s'obren successivament, de color porpra brillant. Fruit en càpsula. Floreix de mitjans d'estiu a la tardor

## Planta ornamental
Requereix protecció de les gelades hivernals. Aquesta plant ha guanyat el premi de la Royal Horticultural Society, Award of Garden Merit.

## Propietats
S'ha demostrat que té propietats androgèniques i contra el càncer in vitro.
S'ha demostrat que T. violacea posseeix activitats antitrombòtiques, que són fins i tot superiors a les de l'all.

## Taxonomia
Tulbaghia violacea va ser descrita per William Henry Harvey i publicat a Bot. Mag. 64: t. 3555 1837.

## Sinònims
- Omentaria cepacea (L.f.) Salisb.
- Omentaria violacea (Harv.) Kuntze
- Tulbaghia cepacea var. maritima Vosa
- Tulbaghia cepacea var. robustior Kunth
- Tulbaghia violacea var. minor Baker
- Tulbaghia violacea var. obtusa Baker
- Tulbaghia violacea var. robustior (Kunth) R.B.Burb[11]